# Xuân Hòa, Đồng Nai
Xuân Hòa là một xã thuộc tỉnh Đồng Nai, Việt Nam. Xã giáp với tỉnh Lâm Đồng theo đường Quốc lộ 1.
Xã có diện tích 305.95 km², dân số năm 2025 là 78.941 người, mật độ dân số đạt 258 người/km².

## Hành chính
Xã Xuân Hòa được chia thành 4 ấp: 1, 2, 3, 4.